# 艾米·米歇尔猪笼草
艾米·米歇尔猪笼草（学名：Nepenthes 'Amy Michelle'）是由高棉猪笼草（N. thorelii）和莱佛士猪笼草（N. rafflesiana）杂交得到的人工杂交种。[注1]1989年，该人工杂交种由布鲁斯·李·贝德纳（Bruce Lee Bednar）和奥格尔·克莱德·布兰布利特（Orgel Clyde Bramblett）培育而成。因该栽培种名称发表时未包含描述，违反《国际栽培植物命名规则》第24.1条，所以该名称是非正式的。该人工杂交种为“N. 'Delectable Koto'”的一个异名。该栽培种名称最初发表于1994年3月的《食虫植物通讯》中，为“× "Amy Michelle"”

## 扩展阅读
- 食虫植物照片搜寻引擎中艾米·米歇尔猪笼草的照片 （页面存档备份，存于）